# Rechtsinformationssystem
Als Rechtsinformationssystem (RIS) werden digitale, gewöhnlich online zur Verfügung gestellte Recherche-Angebote für Gerichtsentscheidungen, Gesetzes- und andere Rechtstexte bezeichnet.

## Grundlagen
Die von den staatlichen Institutionen zur Verfügung gestellten juristischen Angebote sind teils nicht rechtsverbindlich – geltende Fassung des Rechts ist immer die Veröffentlichung im jeweiligen Amtsblatt (Gesetzblatt oder eine entsprechende Einrichtung), teils erfolgt die rechtswirksame Verkündung der geltenden Fassung im Rahmen des E-Government – ggf. in maschinenlesbarer Form – aber authentisch im Rechtsinformationssystem. Private Anbieter publizieren naturgemäß immer unter Rechtsausschluss.

## Liste von Rechtsinformationssystemen
| Staat / Land                         | Datenbank / Webseite                                                       | Rechtsmaterie | Zugang                                                    | Anbieter | Anmerkungen |
| ------------------------------------ | -------------------------------------------------------------------------- | --- | --------------------------------------------------------- | --- | --- |
| Vereinte Nationen                    | Elektronisches Dokumentenarchiv der Vereinten Nationen                     | Völkerrecht | frei                                                      | Vereinte Nationen | Volltexte der Vereinten Nationen seit 1946 |
| Vereinte Nationen                    | Legal Tools Projekt                                                        | Völkerstrafrecht (nationale und internationale Rechtsdokumente, Urteile, Anklageschriften und weitere Verfahrensdokumente nationaler und internationaler Gerichte, Veröffentlichungen in Fachzeitschriften u. a.)                                                                           | frei                                                      | Internationaler Strafgerichtshof                                                                                        | |
| Vereinte Nationen                    | United Nations Treaty Collection                                           | Völkerrecht | frei                                                      | Vereinte Nationen | Völkerrechtliche Verträge, die bei der UN hinterlegt/ registriert sind |
| Europa                               | EUR-Lex                                                                    | Europarecht (Amtsblatt, Verträge, Rechtsetzungsakte, Rechtsprechung, vorbereitende Rechtsakte) | frei                                                      | Amt für Veröffentlichungen der Europäischen Union                                                                       | amtlicher Webserver; juristisches Internetangebot nach EU-Transparenzpolitik |
| Antigua und Barbuda                  | Laws online                                                                | Bills (Gesetzesvorlagen), Laws und Acts (Gesetze) | frei                                                      | Government of Antigua and Barbuda                                                                                       | im Volltext |
| Deutschland                          | Beck-Online                                                                | Deutsches Recht, Europarecht (Entscheidungen, Rechtsnormen, Zeitschriften, Kommentare der Verlage C.H. Beck und Nomos) | gegen Entgelt, Nachrichten und Gesetzgebung frei          | Verlag C. H. Beck und Nomos Verlag                                                                                      | Angebot des Nomos Verlags entsprechend in Nomos-Online |
| Deutschland                          | recht.bund.de                                                              | deutsches Bundesrecht | frei                                                      | Bundesministerium der Justiz, Bundesamt für Justiz                                                                      | deutsches Bundesgesetzblatt seit dem Jahrgang 2023 |
| Deutschland                          | buzer.de                                                                   | Deutsches Recht | frei                                                      | buzer.de | nahezu gesamtes geltendes Bundesrecht (Gesetze und Rechtsverordnungen) und alle Fassungen und Volltexte des Bundesgesetzblatts Teil I seit 2006                                               |
| Deutschland                          | dejure.org                                                                 | Deutsches Recht, Europarecht | frei                                                      | dejure.org Rechtsinformationssysteme GmbH                                                                               | Bundesgesetze und Europarecht im Volltext, Nachweise von Entscheidungen im Internet einschließlich Verfahrensgang und Zitation, auch in juristischen Blogs                                    |
| Deutschland                          | Gesetze im Internet                                                        | Deutsches Bundesrecht | frei                                                      | Bundesministerium der Justiz gemeinsam mit juris GmbH                                                                   | nahezu gesamtes geltendes Bundesrecht (Gesetze und Rechtsverordnungen in aktuell geltender Fassung)                                                                                           |
| Deutschland                          | Wolters Kluwer Online                                                      | Deutsches Recht, Europarecht (Entscheidungen, Rechtsnormen, Zeitschriften, Kommentare von Wolters Kluwer) | gegen Entgelt                                             | Wolters Kluwer | |
| Deutschland                          | Juris – Juristisches Informationssystem für die Bundesrepublik Deutschland | Deutsches Recht, Europarecht (Entscheidungen, Rechtsnormen, Zeitschriften, Kommentare der Verlage der „Juris Allianz“) | gegen Entgelt, Nachrichten frei                           | juris GmbH | Marktführer, an der GmbH hält der Bund die Anteilsmehrheit, auch historische Fassungen von Rechtsnormen                                                                                       |
| Deutschland                          | lexcada.com                                                                | Deutsches Bundesrecht | frei                                                      | LEXCADA | ca. 1000 Bundesgesetze, Täglicher Abgleich mit gesetze-im-internet.de |
| Deutschland                          | lexmea.de                                                                  | Deutsches Bundesrecht, Europarecht, Völkerrecht, Internationales Wirtschaftsrecht (z. B. Schiedsverfahrensrecht, UN-Kaufrecht etc.) | frei                                                      | LexMea GmbH | Gesetzesdatenbank mit umfassenden Bearbeitungsfunktionen und zahlreichen juristischen Prüfungsschemata                                                                                        |
| Deutschland                          | offenegesetze.de                                                           | Deutsches Bundesrecht | frei                                                      | Open Knowledge Foundation Deutschland                                                                                   | durchsuchbarer und ausdruckbarer Text des Bundesgesetzblatts |
| Deutschland                          | rechtsprechung-im-internet.de                                              | Deutsches Recht | frei                                                      | Bundesministerium der Justiz gemeinsam mit juris GmbH                                                                   | ausgewählte Entscheidungen des Bundesverfassungsgerichts, der obersten Gerichtshöfe des Bundes sowie des Bundespatentgerichts seit 2010                                                       |
| Deutschland                          | sis-datenbank.de                                                           | Deutsches Steuerrecht | kostenpflichtig                                           | SIS-Steuerrechtsdatenbank                                                                                               | aktuelle Steuergesetze, Steuerrechtsprechung und Verwaltungsvorschriften |
| Deutschland                          | sozialgerichtsbarkeit.de                                                   | Deutsches Sozialrecht | frei                                                      | Landessozialgerichte der Bundesländer                                                                                   | ausgewählte Entscheidungen der Instanzgerichte und des Bundessozialgerichts seit 1999 |
| Deutschland                          | verwaltungsvorschriften-im-internet.de                                     | Deutsches Bundesrecht | frei                                                      | Bundesministerium des Innern gemeinsam mit juris GmbH                                                                   | aktuelle Verwaltungsvorschriften der obersten Bundesbehörden |
| Frankreich                           | Légifrance – Le service public de la diffusion du droit par l’internet     | Recht der Republik Frankreich | frei                                                      | Französische Regierung                                                                                                  | amtlicher Webserver |
| Indien                               | India Code                                                                 | Indisches Bundesrecht und darauf basierendes teilstaatliches Recht | frei                                                      | Unionsregierung der Republik Indien                                                                                     | amtlicher Webserver; Englisch und Hindi |
| Italien                              | Sammlung der Landesgesetze                                                 | Landesrecht der Autonomen Provinz Bozen – Südtirol, italienisches Staatsrecht in deutscher Fassung | frei                                                      | Südtiroler Bürgernetz                                                                                                   | amtliche Webseite |
| Italien                              | Presentazione di Parliamento                                               | Italienische staatliche Gesetzgebung | frei                                                      | Italienisches Parlament                                                                                                 | ein – nicht rechtsverbindlicher – Überblick über die aktuelle gültige Gesetzgebung |
| Liechtenstein                        | LILEX – Liechtensteinische Gesetzessammlung                                | Landesrecht des Fürstentums Liechtenstein, Staatsverträge | frei                                                      | Rechtsdienst der Regierung (Portal der Liechtensteinischen Landesverwaltung)                                            | amtliche Sammlung |
| Nauru                                | RONLAW                                                                     | Rechtssetzung, Gerichtsentscheide, Amtsblatt, Verträge, historische Quellen, u. a. | öffentlich                                                | Government of Nauru | amtlicher Webserver |
| Nordrhein-Westfalen                  | justiz.nrw.de                                                              | Rechtsprechung der Gerichte des Landes Nordrhein-Westfalen | frei                                                      | Land Nordrhein-Westfalen                                                                                                | Derzeit rund 150.000 Entscheidungen verfügbar (Stand August 2018) |
| Österreich                           | RIS – Rechtsinformationssystem der Republik Österreich                     | Rechtswesen Österreichs (Gesetze, Verordnungen, Bundesgesetzblatt, Rechtssprüche und Urteile) | frei                                                      | Bundeskanzleramt | amtlicher Webserver; seit 2004 auch rechtsverbindliches Kundmachungsorgan (Gruppierung Bundesgesetzblätter authentisch ab 2004)                                                               |
| Österreich                           | Parlamentarisches Geschehen recherchieren                                  | Rechtswesen Österreichs (Gesetzesentwürfe und -vorlagen, Anträge u. a.) | frei                                                      | Österreichisches Parlament                                                                                              | die aktuellen Vorgänge um die Rechtssetzung |
| Österreich                           | ALEX – Historische Rechts- und Gesetzestexte Online                        | Historische Österreichische Rechtsquellen (Habsburgerreich, Kaiserthum Österreich, Österreich-Ungarn, Deutsch-Österreich, Erste Republik, Drittes Reich, Besatzungszeit, Zweite Republik)                                                                                                   | frei                                                      | Österreichische Nationalbibliothek                                                                                      | historische Gesetzestexte im Original |
| Polen                                | Internetowy System Aktów Prawnych                                          | Dziennik Ustaw und Monitor Polski, zusätzliche bibliographische Angaben | öffentlich                                                | IT-Abteilung der Kanzlei des Sejm                                                                                       | |
| Polen                                | Dziennik Ustaw                                                             | Rechtssetzung, Amtsblatt, historische Quellen | öffentlich                                                | zentrale Regierungsbehörde für die Gesetzgebung (Rządowe Centrum Legislacji)                                            | |
| Polen                                | Monitor Polski                                                             | Beschlüsse und Amtshandlungen, Amtsblatt, historische Quellen | öffentlich                                                | zentrale Regierungsbehörde für die Gesetzgebung                                                                         | |
| Russland                             | Consultant Plus                                                            | Russische Rechtsquellen und Völkerrechtsquellen auf russisch, Rechtsprechung und juristische Literatur | gegen Entgelt; einige spezielle beschränkte Freiversionen | Consultant Plus | Marktführer-Rechtsinformationssystem in Russland neben dem „Garant“. Wird seit 1992 hergestellt.                                                                                              |
| Russland                             | Garant                                                                     | Russische Rechtsquellen und Völkerrechtsquellen auf russisch, Rechtsprechung und juristische Literatur | gegen Entgelt; einige spezielle beschränkte Freiversionen | Garant Service | Marktführer-Rechtsinformationssystem in Russland neben dem „Consultant Plus“. Wird seit 1990 hergestellt.                                                                                     |
| Russland                             | RosPravosudie                                                              | Russische Rechtsprechung | frei                                                      | | Suche nach der Rechtsprechung mit Sortierung nach bestimmten Prozessvertretern, Staatsanwälten und Richtern                                                                                   |
| Russland                             | Kartothek der Wirtschaftsfälle                                             | Russische Wirtschaftsrechtsprechung | frei                                                      | pravo.ru | Suche nach der Rechtsprechung der Wirtschaftsgerichte mit Sortierung nach den Prozessparteien und Richtern                                                                                    |
| Schweiz                              | Amtliche Sammlung des Bundesrechts (AS)                                    | Schweizerisches Bundesrecht in chronologischer Ordnung (Bundesverfassung, -gesetze, Verordnungen d. Bundesversammlung u. d. Bundesrates, Erlasse der Bundesbehörden u. a., Bundesbeschlüsse, völkerrechtl. Verträge, Beschlüsse des internationalen Rechts, Verträge zw. Bund und Kantonen) | frei                                                      | Bundeskanzlei (Kompetenzzentrum Amtliche Veröffentlichungen)                                                            | |
| Schweiz                              | Systematische Sammlung des Bundesrechts (SR)                               | Schweizerisches Bundesrecht, in systematischer Ordnung (nach Register) (Erlasse, völkerrechtliche und interkantonale Verträge, internationale Beschlüsse, Kantonsverfassungen) | frei                                                      | Bundeskanzlei (Kompetenzzentrum Amtliche Veröffentlichungen)                                                            | keiner Rechtskraft, nur die in der Amtlichen Sammlung (AS) publizierten Texte sind verbindlich                                                                                                |
| Schweiz                              | Swisslex                                                                   | Schweizerisches Recht, Europarecht (Entscheidungen, Literatur) | gegen Entgelt                                             | Swisslex – Schweizerische Juristische Datenbank AG                                                                      | |
| Schweiz                              | Gesetze.ch                                                                 | Bundesrecht | frei                                                      | Optobyte AG | mit Suchfunktion |
| Schweiz                              | Lexfind                                                                    | Internationales-, Interkantonales-, Kantonales- und Bundesrecht | frei                                                      | Seit 2013 wird LexFind im Auftrag der Schweizerischen Staatsschreiberkonferenz von Sitrox zusammen mit dem ZRI geführt. | De, Fr, It |
| Slowenien                            | Uradni list                                                                | Rechtsordnung Sloweniens, insb. Amtsblatt der Republik Slowenien (Uradni list Republike Slovenije) | frei/gegen Entgelt                                        | Javno podjetje Uradni list Republike Slovenije d.o.o.                                                                   | Publiziert das Amtsblatt online frei, weitergehende Rechtstexte (Verfassungen, Gesetze, Rechtstexte, internationale Verträge, u. ä.) werden dort kostenpflichtig als Online-Dokument verlegt. |
| Tschechien                           | Zákony ČR                                                                  | Tschechisches Recht (Landesebene, Mitteilungsblatt der Kraje, Europarecht) | frei                                                      | Ministerstvo vnitra (Innenministerium der Tschechischen Republik)                                                       | amtlicher Webserver |
| Ungarn                               | Magyar Közlöny Online                                                      | Gesetze und Verordnungen | frei                                                      | Ungarische Regierung | Amtsblatt (Ungarische Zeitung) |
| Vereinigtes Königreich               | Legislation.gov.uk                                                         | Legislation des United Kingdom, Scotland, Wales, Northern Ireland | frei                                                      | The National Archives                                                                                                   | Datenbank der Nationalbibliothek; amtlich, kommentierte Änderungen, seit 1267, vor 1988 unvollständig                                                                                         |
| Vereinigte Staaten                   | public.resource.org                                                        | Recht der Vereinigten Staaten, US-bundesstaatliches Fallrecht | frei                                                      | public.resource.org | eine Nonprofit-Organisation |
| Vereinigte Staaten und andere Länder | LexisNexis                                                                 | Rechtsquelle, Rechtsprechung und juristische Literatur | gegen Entgelt                                             | LexisNexis Group | Das größte Rechtsinformationssystem der Welt |
| Vereinigte Staaten                   | Westlaw                                                                    | Rechtsquelle, Rechtsprechung und juristische Literatur | gegen Entgelt                                             | West Publishing | Marktführer-Rechtsinformationssystem in den USA neben dem „LexisNexis“. |
| Vereinigte Staaten                   | Ravel                                                                      | Rechtsprechungen und grafisch-analytische Darstellung der Verweise zwischen ihnen | gegen Entgelt                                             | Ravel | Startup seit 2012; nur mit Login |

## Deutsches Landesrecht
Das Landesrecht deutscher Länder ist auf folgenden Seiten zugänglich:
| Land                   | Datenbank / Webseite                                                         | Zugang | Anbieter                                                     |
| ---------------------- | ---------------------------------------------------------------------------- | ------ | ------------------------------------------------------------ |
| Baden-Württemberg      | http://www.landesrecht-bw.de/                                                | frei   | juris im Auftrag des Landes                                  |
| Bayern                 | https://www.gesetze-bayern.de/                                               | frei   | Freistaat in Zusammenarbeit mit dem Verlag C. H. Beck        |
| Berlin                 | http://gesetze.berlin.de/                                                    | frei   | Land Berlin in Zusammenarbeit mit juris                      |
| Brandenburg            | https://www.landesrecht.brandenburg.de/                                      | frei   | Land Brandenburg                                             |
| Bremen                 | http://transparenz.bremen.de/sixcms/detail.php?gsid=bremen2014_tp.c.63945.de | frei   | Land Bremen                                                  |
| Hamburg                | http://landesrecht.hamburg.de/                                               | frei   | Hamburg in Zusammenarbeit mit juris                          |
| Hessen                 | http://www.rv.hessenrecht.hessen.de/                                         | frei   | Land Hessen in Zusammenarbeit mit Wolters Kluwer Deutschland |
| Mecklenburg-Vorpommern | http://www.landesrecht-mv.de/                                                | frei   | Land in Zusammenarbeit mit juris                             |
| Niedersachsen          | http://www.nds-voris.de/                                                     | frei   | juris im Auftrag des Landes                                  |
| Nordrhein-Westfalen    | https://recht.nrw.de/lmi/owa/br_gliederung                                   | frei   | Land Nordrhein-Westfalen                                     |
| Rheinland-Pfalz        | http://landesrecht.rlp.de/                                                   | frei   | Land in Zusammenarbeit mit juris                             |
| Saarland               | https://www.saarland.de/landesrecht.htm                                      | frei   | juris im Auftrag des Landes                                  |
| Sachsen                | https://www.recht.sachsen.de/                                                | frei   | Land in Kooperation mit SV Saxonia Verlag                    |
| Sachsen-Anhalt         | http://www.landesrecht.sachsen-anhalt.de/                                    | frei   | juris im Auftrag des Landes                                  |
| Schleswig-Holstein     | http://www.gesetze-rechtsprechung.sh.juris.de/                               | frei   | Land in Zusammenarbeit mit juris                             |
| Thüringen              | http://www.landesrecht-thueringen.de/                                        | frei   | juris im Auftrag des Landes                                  |

## Österreichisches Landesrecht
Das Landesrecht österreichischer Länder ist auf folgenden Seiten zugänglich:
| Land             | Datenbank / Webseite                   | Zugang | Anbieter                            |
| ---------------- | -------------------------------------- | ------ | ----------------------------------- |
| Burgenland       | RIS                                    | frei   | RIS                                 |
| Kärnten          | RIS                                    | frei   | RIS                                 |
| Niederösterreich | Niederösterreich, RIS bzw. 1849 – 1971 | frei   | Land Niederösterreich, RIS und ALEX |
| Oberösterreich   | RIS                                    | frei   | RIS                                 |
| Salzburg         | RIS                                    | frei   | RIS                                 |
| Steiermark       | RIS                                    | frei   | RIS                                 |
| Tirol            | RIS                                    | frei   | RIS                                 |
| Vorarlberg       | RIS                                    | frei   | RIS                                 |
| Wien             | Wien, RIS bzw. 1920 - 1980             | frei   | Land Wien, RIS und ALEX             |

## Kantonales Recht in der Schweiz
Dies entspricht dem deutschen und österreichischen Landesrecht. Anbieter sind jeweils die Kantone und der Zugang ist frei.
| Gesetzessammlung des Kantons Aargau (SAR)          | Gesetzessammlung des Kantons Appenzell Ausserrhoden |
| Gesetzessammlung des Kantons Appenzell Innerrhoden | Gesetzessammlung des Kantons Basel-Land             |
| Gesetzessammlung des Kantons Basel-Stadt           | Gesetzessammlung des Kantons Bern (BSG)             |
| Gesetzessammlung des Kantons Freiburg (SGF)        | Recueil des lois du canton de Genève (RSG)          |
| Gesetzessammlung des Kantons Glarus                | Gesetzessammlung des Kantons Graubünden             |
| Recueil des lois du canton du Jura                 | Gesetzessammlung des Kantons Luzern (SRL)           |
| Recueil des lois du canton de Neuchâtel ou RSN     | Gesetzessammlung des Kantons Nidwalden              |

## Weiterführende Angebote
Als Informationsdienst im weiteren Sinne kann auch das online gestellte Deutsche Rechtswörterbuch (DRW) der Heidelberger Akademie der Wissenschaften gesehen werden, das historische deutschsprachige Rechtstexte bis in das Frühmittelalter nach lexikalischen Aspekten erschließt.